# Valdirose
Valdirose, in passato denominata anche Borgo Rosenthal (in sloveno Rožna Dolina, in tedesco Rosenthal, desueto) è un paese della Slovenia, frazione del comune di Nova Gorica.
È sede di una delle 19 comunità locali in cui si suddivide il comune, che comprende anche i vicini insediamenti di Aisovizza e Stara Gora.
La località è situata a ridosso del confine italo-sloveno alle pendici della collina del Rafut, sulla direttrice che collega Gorizia con la valle del Vipacco; nella sua parte occidentale si trova uno dei principali punti di accesso tra Italia e Slovenia, il valico confinario di Casa Rossa (Mednadorni mejni prehod Rožna Dolina).
Da alcuni decenni, è integrata nell'area urbana di Nova Gorica-San Pietro-Vertoiba.

## Storia
In epoca asburgica fu dapprima frazione (Enclave) del comune catastale di Staragora, venendo però ben presto inglobata dal comune di Gorizia già a metà Ottocento. Condivise poi le vicissitudini della città friulana e nel 1919 in seguito alla prima guerra mondiale passò al Regno d'Italia. Dopo l'annessione il toponimo tedesco venne italianizzato in Valdirose. Nel 1947 tuttavia rimase al di là del nuovo confine che divise in due l'ex territorio comunale, passando così alla Jugoslavia.
Fino al 1947 fu sede del cimitero ebraico della città di Gorizia, dove venne sepolto anche lo scrittore goriziano Carlo Michelstädter;  tale cimitero è incastrato tra due strade, un cavalcavia e la cappella funeraria (fino al 2018 sede di un minicasinò e attualmente in gestione alla comunità locale di Rožna Dolina). Nel 1991 vi furono scontri tra la JNA (Armata Popolare Iugoslava) e le forze della TO (Difesa Territoriale della Repubblica di Slovenia), che determinarono la morte di quattro soldati iugoslavi e la resa delle forze federali, oltre che lo scoppio di uno dei carri armati T-55 ivi presenti. Dal 1991 fa parte della Slovenia.
Nella zona settentrionale dell'insediamento si trova il Bosco Panovizza (Gozd Panovec).

## Corsi d'acqua
Nella zona scorre il torrente Vertoibizza (Vertojbica).

## Alture principali
L'altura principale è il colle Rafut (Rafut), mt 175.